# くるりんぱ (絵本)
『くるりんぱ』は、日本の絵本作家ユニットであるマルタンによる絵本シリーズ。回すと違うものに変化するという表現スタイル（逆さ絵）を取ったアート作品を収録したものである。

## 概要
主にシルクスクリーンという版画が使用されている。
逆さ絵の特徴は一見時とそれを180度回転した場合で、別のものを描いたように見えることである。たとえば作品「ぺんぎん」では「馬」に、作品の「コアラ」では「うさぎ」に見える。
動物シリーズと静物シリーズの作品群に分類され、幼児向けの絵本として『くるりんぱ だ〜れ?』および『くるりんぱ な〜に?』としてフレーベル館から刊行されている（英語・中国語・韓国語への翻訳あり）。
視点を変えると別のものが見えるという点が「もののみかたを変えてみよう」という運動につながった。その活動が評価され広告代理店電通のCSR活動のモチーフとなり、後に日本ユネスコ協会連盟の「世界寺子屋運動」のシンボルとなる。東南アジアのベトナムやスリランカに識字学校をユネスコの運動で集まった寄付金で学校を開校することとなった。

## 絵本シリーズ一覧
- マルタン『くるりんぱ① なんになるの? あててごらん!』フレーベル館、1998年5月、ISBN 4-577-70140-5
- マルタン『くるりんぱ な〜に?』フレーベル館、2001年8月、ISBN 4-577-02293-1
  - マルタン『くるりんぱ② な〜に?』フレーベル館、2004年7月、ISBN 4-577-02929-4
- マルタン『くるりんぱ どんな?』フレーベル館、2001年8月、ISBN 4-577-02292-3
- マルタン『くるりんぱ だ〜れ?』フレーベル館、2001年8月、ISBN 4-577-02291-5
  - マルタン『くるりんぱ① だ〜れ?』フレーベル館、2004年7月、ISBN 4-577-02928-6